# Nelson Brizuela
Nelson César Brizuela Ojeda (Encarnación, 10 gennaio 1950) è un allenatore di calcio ed ex calciatore paraguaiano, di ruolo attaccante.

## Biografia
Trasferitosi ventenne in El Salvador per giocare, lì vi incontrò la futura moglie Rosa María che sposò all'età di venticinque anni e da cui ebbe quattro figli.

## Caratteristiche tecniche

### Allenatore
Divenuto allenatore, si preparò viaggiando per il mondo e studiando sul campo squadre blasonate come gli olandesi dell'Ajax e gli inglesi del Manchester Utd.

## Carriera

### Calciatore
Brizuela ha iniziato la carriera in patria, giocando nell'Universal e poi nel Guaraní, con cui vince il campionato paraguaiano del 1969.
Ingaggiato nel 1970 dai guatemaltechi del Sonsonate, passò nel corso della prima stagione ai più quotati CSD Municipal, con cui vince il campionato del 1969-1970.
Le ottime prestazioni lo fecero ingaggiare dai messicani dell'Irapuato. Nella stagione 1972 passa agli statunitensi Miami Gatos, nuova franchigia della NASL guidata da Salvatore De Rosa. Con i Gatos ottiene solo il quarto e ultimo posto nella Southern Division, non riuscendo così ad accedere alla fase finale del torneo.
Sempre nel 1972 gioca nei Cincinnati Comets, con cui vince l'American Soccer League 1972, mentre la stagione seguente ottiene il secondo posto, alle spalle del New York Apollo.
Nel 1973 è in Australia per giocare nei Marconi Stallions e nei Parramatta Melita Eagles.
Dal 1973 al 1976 gioca nel campionato salvadoregno, per poi tornare al CSD Municipal, con cui vince la Liga Nacional de Guatemala 1976. Chiude la carriera con i salvadoregni del Municipal Limeño nel 1979.

### Allenatore
Terminata la carriera agonistica torna in Australia dove inizia la carriera di allenatore a 39 anni; torna poi in El Salvador dove guida lo Zacapa, l'Isidro Metapán, il Municipal Limeño, il FAS, il Luis Ángel Firpo, il Dragón e all'Atlético Marte, società in cui rimane solo per un breve periodo a causa di alcuni problemi con la dirigenza.
Nel 2002 si trasferisce in Ecuador per allenare il Delfín.
Dopo un'esperienza alla guida dell'Atlético Balboa, venne chiamato nuovamente alla guida del Municipal Limeño per il torneo di clausura 2005, con cui ottiene un inaspettato secondo posto nella stagione regolare.
Nel settembre 2005 viene chiamato alla guida del LDU Loja, impegnato nella lotta per non retrocedere nel massimo campionato ecuadoriano: la stagione si concluse con la retrocessione della squadra in cadetteria.

## Palmarès

### Competizioni nazionali
- Campionato paraguaiano: 1

Guaraní: 1969
- Campionato guatemalteco: 2

CSD Municipal: 1969-1970, 1976